# Гийотьер
Гийотье́р (фр. La Guillotière) — район в восточной части Лиона, на левом берегу Роны. Основная часть Гийотьера расположена в 7-м округе Лиона. С центром города его соединяют мосты Гийотьер и Университе. В районе находятся кампусы главных университетов города Лион 3 и Лион 2. Гийотьер славится своим мультикультурным и этническим разнообразием, замком XV века Шато-де-ла-Мотт и церковью Нотр-Дам-Сен-Луи. Присоединился к Лиону 24 марта 1852 года. Известен также отсутствием безопасности, грязью, незаконным оборотом наркотиков и разборками местных банд.

## История

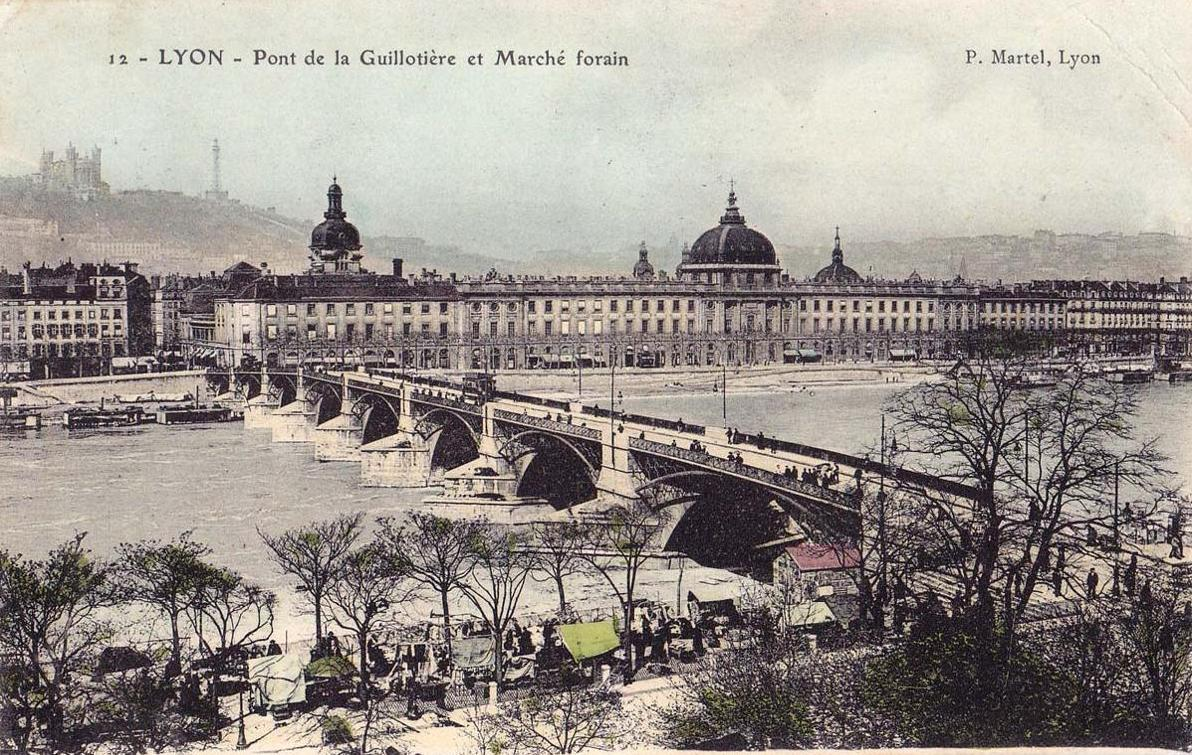
Вид с Гийотьера на центр Лиона, 1912 год

Точное происхождение названия неизвестно.
Гийотьер возник как пригород Лиона ещё в средние века на дороге из Шамбери и Италии. В средневековье он был полон трактиров и таверн. В 1793 году вошёл в департамент Изер, а в 1801 стал частью Роны. В 1830-х годах линией военных укреплений была отделена часть города, получившая название Монплезир, на сегодняшний день это также район Лиона. 24 марта 1852 года коммуна Гийотьер вместе с городами Круа-Русс и Вез были присоединены к Лиону, тем самым Гийотьер в свою очередь образовал 3-й округ. На момент присоединения к Лиону его население составляло 43 534 жителя.

## Культура и жизнь района, проблемы с безопасностью

### Этническая разнообразность

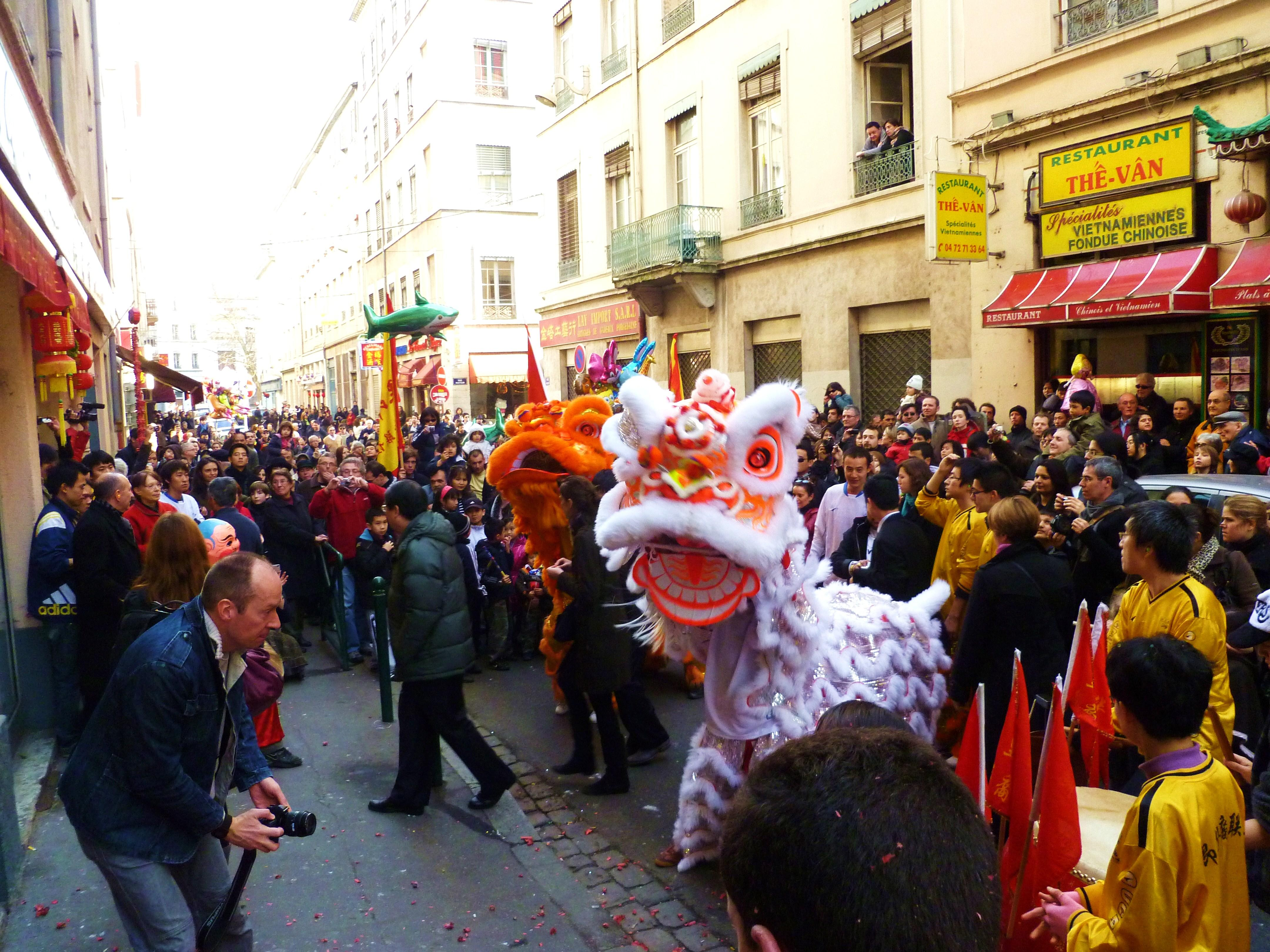
Китайский Новый год на улице Пастёр. Слева можно увидеть мэра Лиона Жерара Коллона.

Мост Гийотьер долгое время был единственным мостом в Лионе через Рону, что придавало предместью статус единственных восточных «ворот» в город. Эта роль сохранялась с течением времени, и сегодня там проживает многочисленное иммигрантское население. За долгие годы там поселились представители разных культур и народов, сегодня там проживают иммигранты из Магриба, стран Африки к югу от Сахары, Аравии, стран Кавказа и далёких регионов Азии (последние основали на Гийотьере чайнатаун, третий по населению азиатский квартал во Франции). Гийотьер славится ресторанами разнообразных кухонь мира, супермаркетами с халяльными продуктами и магазинами редких в Европе африканских товаров. Среди иммигрантов постсоветских стран на Гийотьере преобладают кавказцы. Таким образом именно здесь находится самый крупный магазин сети Bahadourian — крупной лионской сети магазинов, основанной армянином Джебраилом Бахадуряном.

### Студенческая жизнь
Благодаря двум разным университетам, а также нескольким студенческим общежитиям в районе развита молодёжная и ночная жизнь. На Гийотьере находится большое количество ночных клубов, баров и креативных пространств. Из-за большого количества активной и сознательной молодёжи, а также иммигрантских групп населения именно на Гийотьере берут начало большинство публичных демонстраций и протестов. К примеру, ежегодный гей-парад Лиона традиционно проходит именно на Гийотьере.

### Проблемы с безопасностью
Несмотря на то, что в целом Лион считается одним из лучших городов во Франции, Гийотьер имеет довольно высокий уровень преступности, славится открытой незаконной продажей сигарет и наркотиков, уличными этническими бандами, грязными улицами и грабежами. Несмотря на постоянное присутствие полиции и жандармерии, множество преступлений продолжают совершаться. В июле 2022 года трое полицейских в штатском были линчёваны толпой людей при попытке задержать подозреваемого в краже, и это преступление вызвало многочисленные политические реакции.
Однако в последнее время многие здания начали ремонтироваться или перестраиваться для размещения представителей более состоятельных слоёв общества.

## География
Точные границы Гийотьера как исторической местности обозначить сложно, но районный совет Гийотьера официально ограничен на западе Роной, на севере Кур-Гамбетта, на востоке бульваром Чекословак и на юге улицей д’Университе, улицей Марк-Блох, улицей Домер, улицей дю Репо и улица де л’Эпарнь. Однако району также часто приписывают кладбища Гийотьер Нувель и старинное кладбище Гийотьер Ансьен на юго-востоке и даже вокзал Жан Масе, южнее его административных границ.
Главные улицы района: Кур-Гамбетта, улица Марсель и проспект Жан Жорес. Главная площадь — Габриель Пери.

## Туризм
Несмотря на повышенный уровень преступности, Гийотьер остаётся туристическим районом, во многом благодаря географичискому положению (видовая набережная и пешая доступность до центра) а также обилию экзотических заведений. Именно большое количество этнических магазинов, ресторанов и прочих мест досуга привлекают в район туристов и местных.
Среди достопримечательностей выделяют парк Бландан, бывший военный объект с его замком XV века Шато-де-ла-Мотт, Нотр-Дам-Сент-Луи, славящийся своими фресками и витражами, общественный плавательный бассейн Тони Бертран, детскую карусель Жюль Верн и азиатский рынок в чайнатауне.

## Транспорт
На Гийотьер есть три станции метро:
Гийотьер — Габриель Пери
Сакс — Гамбетта
Гарибальди
Там проходит линия трамвая Т1 и автобусы С4, С7, С9, С11, С12, BUS35, PL2 (ночной рейс).